# Loteae
Loteae là một tông thực vật trong phân họ Đậu, thuộc họ Đậu.
Theo danh mục sinh vật của Bộ Nông nghiệp Hoa Kỳ, tông này bao gồm các chi sau:
- Anthyllis
- Antopetitia
- Coronilla
- Cytisopsis
- Dorycnium[2]
- Dorycnopsis[3]
- Hammatolobium
- Hippocrepis
- Hymenocarpos
- Kebirita[2]
- Lotus – cỏ ba lá chân chim
- Ornithopus
- Podolotus[2]
- Scorpiurus
- Securigera[4]
- Tripodion[3]
- Vermifrux[3]

## Hình ảnh

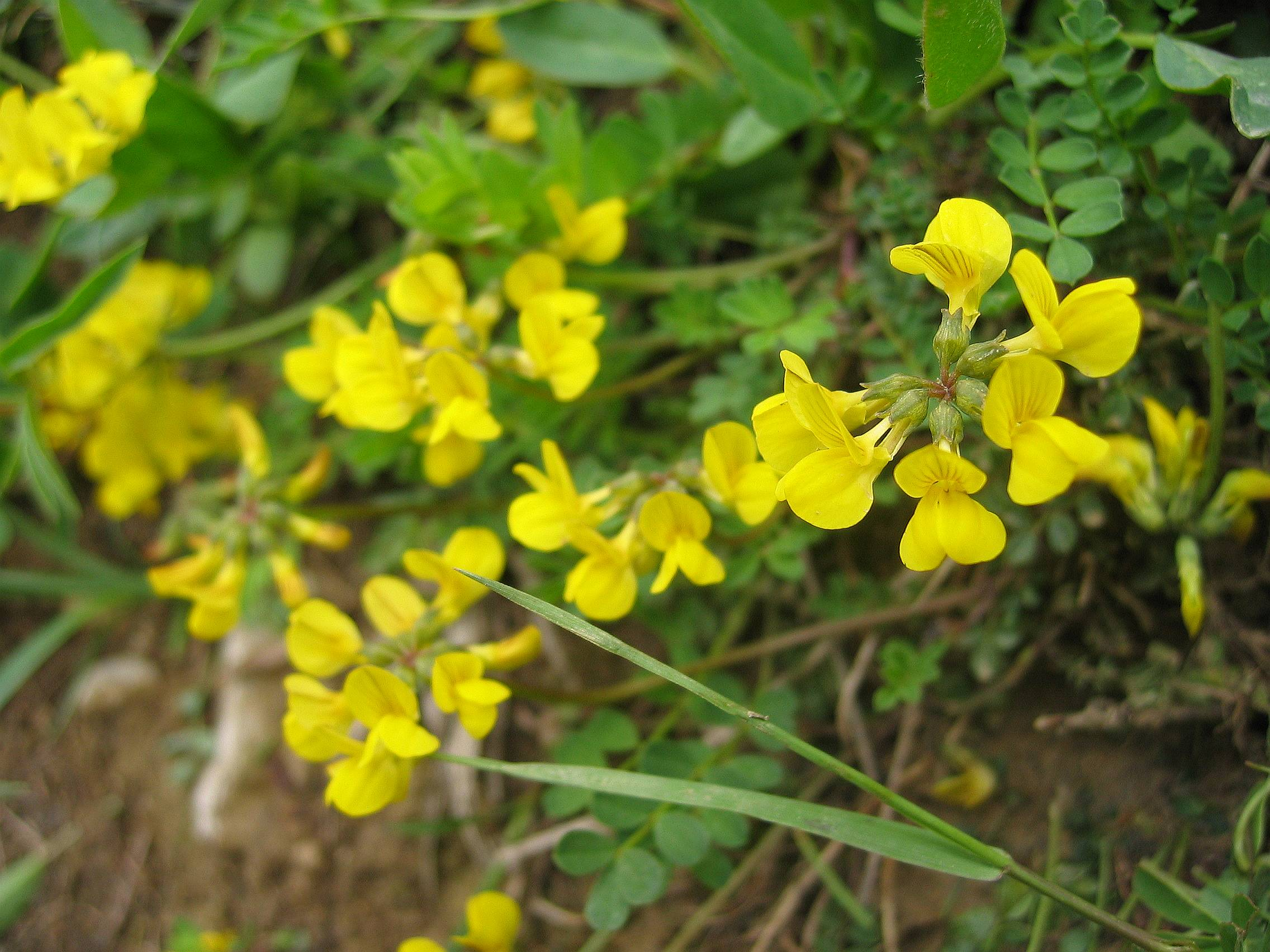
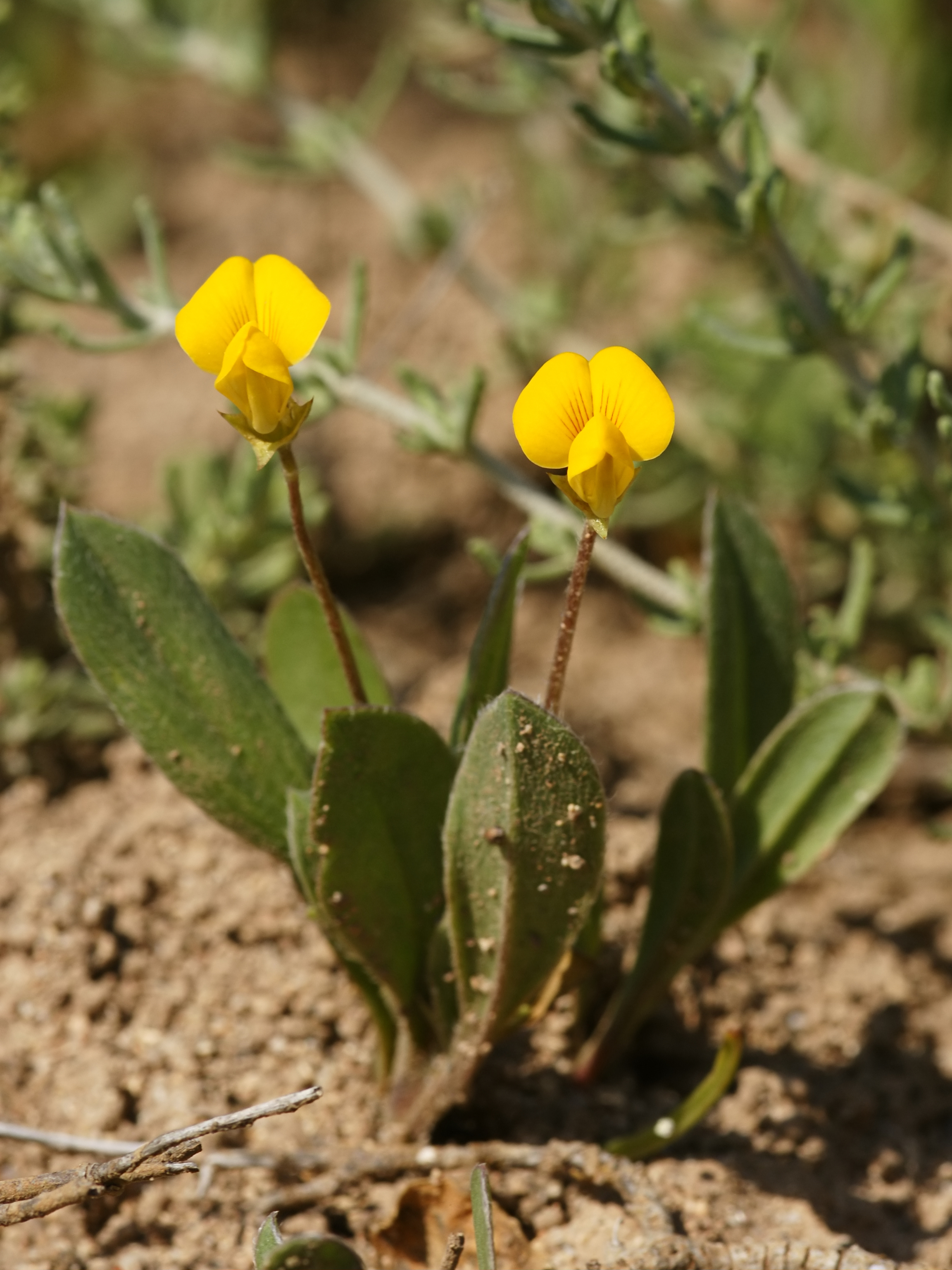
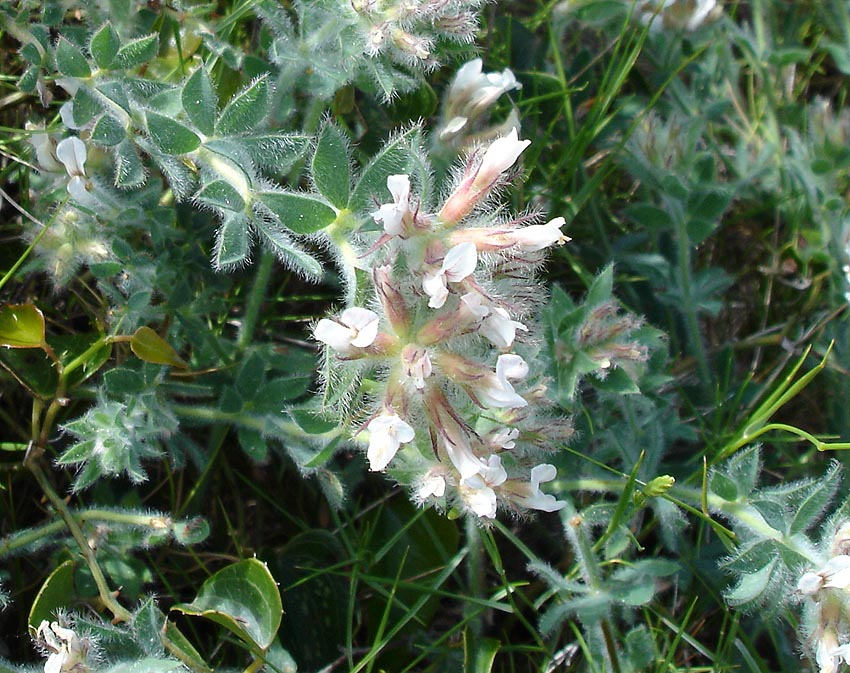
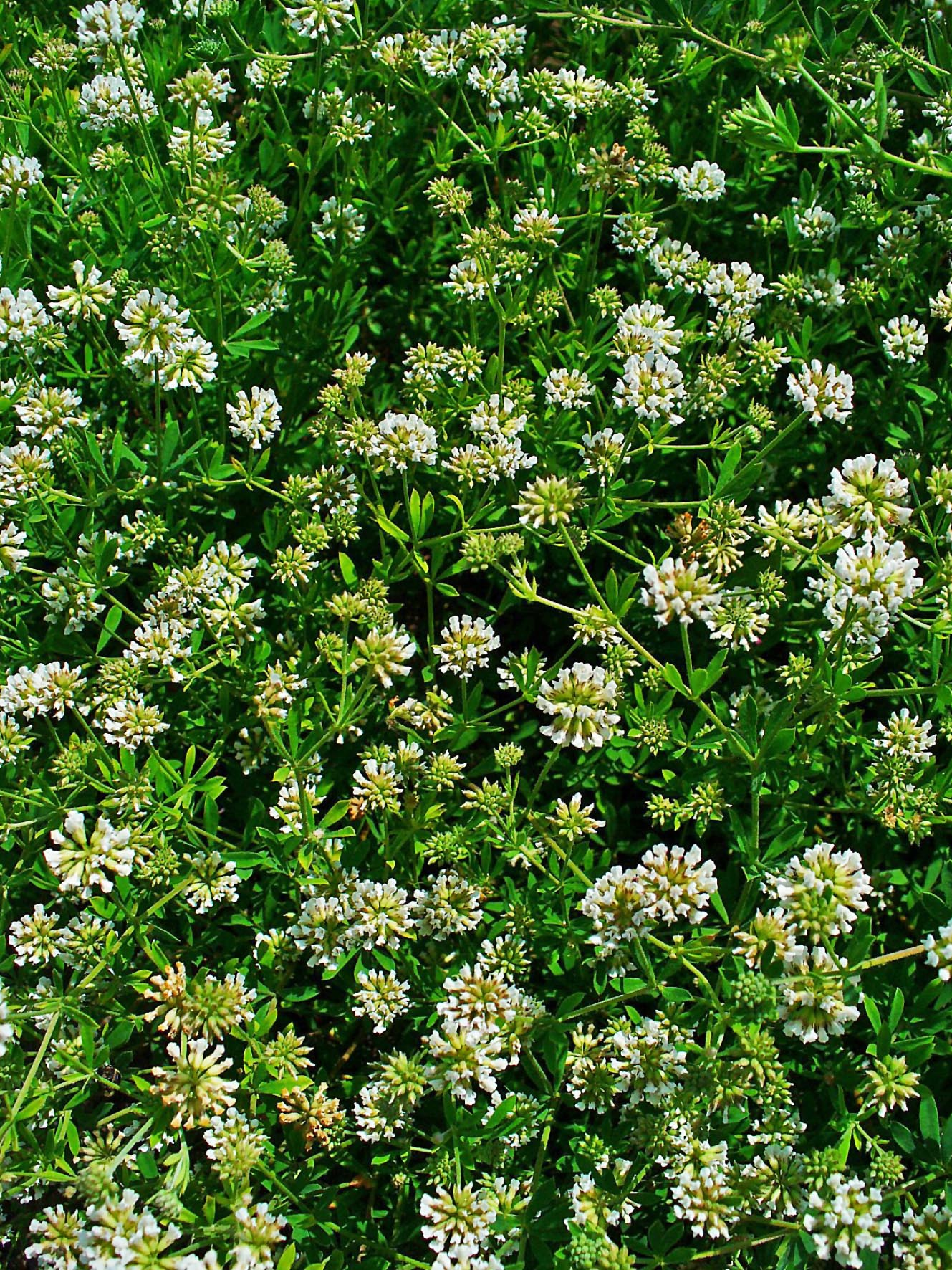